# Вила дел Боско (Бјела)
Вила дел Боско (итал. Villa del Bosco) је насеље у Италији у округу Бијела, региону Пијемонт.
Према процени из 2011. у насељу је живело 302 становника. Насеље се налази на надморској висини од 334 м.

## Становништво
| 1936. | 1951. | 1961. | 1971. | 1981. | 1991. | 2001. | 2011. |
| ----- | ----- | ----- | ----- | ----- | ----- | ----- | ----- |
| 559   | 496   | 498   | 482   | 405   | 405   | 375   | 363   |